# 名義
| ウィキペディアには「名義」という見出しの百科事典記事はありません（タイトルに「名義」を含むページの一覧/「名義」で始まるページの一覧）。 代わりにウィクショナリーのページ「名義」が役に立つかもしれません。 |